# Tola (Nicarágua)

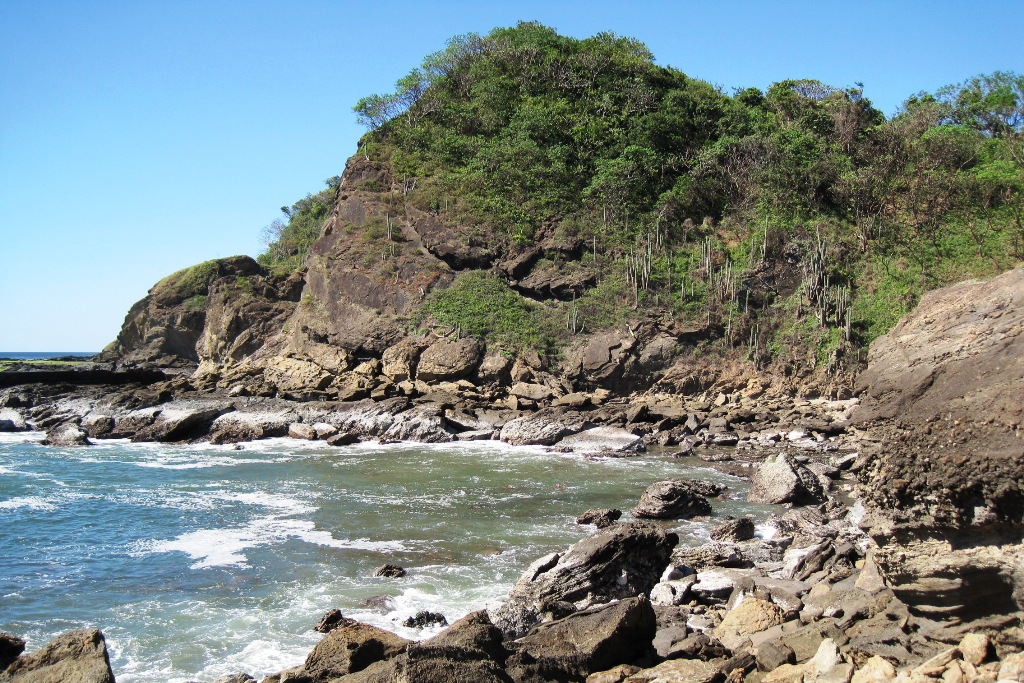
Falésias de uma praia em Costa Pacifico em Tola, Nicarágua.

Tola é um município da Nicarágua, situado no departamento de Rivas. Tem 477 km² de área e sua população em 2020 foi estimada em 23.400 habitantes.